# 马恩河畔勒佩勒
马恩河畔勒佩勒（法語：Le Perreux-sur-Marne，法語發音：[lə pɛʁø syʁ maʁn] ⓘ）是法国法兰西岛大区马恩河谷省的一个市镇，属于马恩河畔诺让区。

## 地理
马恩河畔勒佩勒（48°50'32"N, 2°30'13"E）面积3.96 平方千米，位于法国法蘭西島大區马恩河谷省，该省份为法国北部内陆省份，毗邻巴黎。
与马恩河畔勒佩勒接壤的市镇（或旧市镇、城区）包括：马恩河畔尚皮尼、马恩河畔诺让、讷伊-普莱桑斯、马恩河畔布里、豐特奈蘇布瓦。

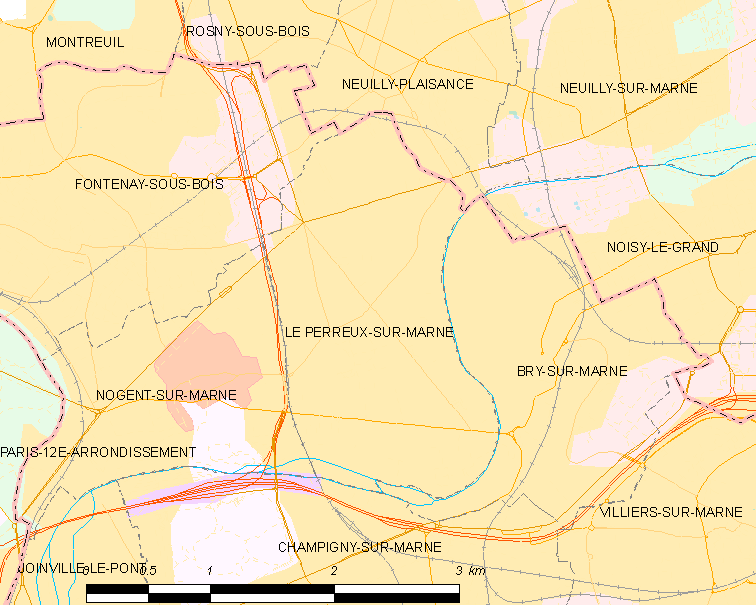
马恩河畔勒佩勒的OSM定位图

马恩河畔勒佩勒的时区为UTC+01:00、UTC+02:00（夏令时）。

## 行政
马恩河畔勒佩勒的邮政编码为94170，INSEE市镇编码为94058。

## 政治
马恩河畔勒佩勒所属的省级选区为马恩河畔诺让县。

## 人口

1962-2008年间马恩河畔勒佩勒人口变化图示

马恩河畔勒佩勒于2022年1月1日时的人口数量为34654人。